# Kim Myong-Won
Kim Myong-Won, född 15 juli 1983, är en nordkoreansk fotbollsspelare som spelar anfallare för FC Ulaanbaatar i mongoliska ligan. Känd för sin blixtrande snabbhet. Han är känd i Nordkorea som The Chariot.

## Landslagskarriär
Kim har spelat nio matcher för det Nordkoreanska landslaget sedan hans debut 2003. Han var med i Nordkoreas slutliga trupp till VM 2010. Men han var dock registrerad som en av de tre målvakterna i truppen. Tränare Kim Jong-Hun gjorde detta för att öka sina anfallsalternativ, men FIFA visade att Kim bara kommer att tillåtas att spela som en målvakt inte som en utespelare. Det har rapporterats att han faktiskt spelat som målvakt för sin klubb minst en gång.